# Plymouth Company
A Plymouth Company, oficialmente conhecida como Virginia Company of Plymouth, era uma divisão da Virginia Company com a responsabilidade de colonizar a costa leste da América entre as latitudes 38° e 45° N.

## História
Os comerciantes concordaram em financiar a viagem dos colonos em troca do pagamento de suas despesas, acrescidos de juros sobre os lucros obtidos. Em 1620, após anos de desuso, a empresa foi revivida e reorganizada como o Conselho de Plymouth para a Nova Inglaterra. Com uma nova carta, a Carta da Nova Inglaterra de 1620. A Plymouth Company tinha 40 patentes naquela época e estabeleceu o Conselho da Nova Inglaterra para supervisionar seus esforços, mas parou de operar em 1624; foi quando essas antigas plantações foram dissolvidas e se tornaram Colônias Reais.